# Porzekadło
Porzekadło – krótkie i utrwalone wyrażenie językowe, zawierające myśl ogólną o charakterze wskazówki, ostrzeżenia lub komentarza w odniesieniu do danej sytuacji. Porzekadło jest zaliczane do paremii. Pokrewne znaczeniowo i czasem utożsamiane terminy to m.in. „przysłowie” i „powiedzenie”.
Według autorów słowackich porzekadło (słow. porekadlo), w odróżnieniu od przysłowia (príslovie), nie wyraża bezpośredniego zamiaru dydaktycznego, choć taki sens przynajmniej pośrednio wynika z elementu wartościującego. Wśród cech porzekadła wymienia się obrazowość i dopasowanie do konkretnej sytuacji, co odróżnia je od przysłowia, które wyraża treści ogólne. Porzekadło często ma wydźwięk humorystyczny. W starszych koncepcjach klasyfikacji – ogólne określenie wszystkich paremii. 
Granica między porzekadłem a przysłowiem może być trudna do nakreślenia. W polskiej praktyce językowej obie nazwy (podobnie jak szereg innych) bywają używane wymiennie.